# 1935 en Suisse
Chronologie de la Suisse
- 1931
- 1932
- 1933
- 1934
- 1935
- 1936
- 1937
- 1938
- 1939

Chronologie de la Suisse
1934 en Suisse - 1935 en Suisse - 1936 en Suisse

## Gouvernement au1erjanvier 1935
- Conseil fédéral[1]:
  - Rudolf Minger UDC, président de la Confédération
  - Albert Meyer PRD, vice-président de la Confédération
  - Giuseppe Motta PDC
  - Johannes Baumann PRD
  - Philipp Etter PDC
  - Edmund Schulthess PRD
  - Marcel Pilet-Golaz PRD

## Évènements

### Janvier
Mercredi 2 janvier 
- Décès à Ilanz (GR), à l’âge de 70 ans, de l’écrivain grison Maurus Carnot.

 Samedi 19 janvier 
- Début des Championnats du monde de hockey-sur-glace à Davos (GR).

 Jeudi 24 janvier 
- Décès à Milan, à l’âge de 88 ans, d’Ulrico Hoepli, libraire d’origine thurgovienne qui devint l’un des premiers éditeurs italiens.

 Dimanche 27 janvier 
- À l’issue de son congrès de Lucerne, le Parti socialiste suisse publie son nouveau programme, dans lequel il renonce à la dictature du prolétariat et adhère à la défense armée du territoire.

### Février
Vendredi 1er février 
- La surproduction ayant posé des problèmes de mévente, le Conseil fédéral décide la mise en vente de stocks de beurre à prix réduit.

 Dimanche 3 février 
- Début du Championnat du monde de hockey-sur-glace à Davos (GR).

 Mercredi 13 février 
- Démission du conseiller fédéral Edmund Schulthess (PRD, AG).

 Vendredi 22 février 
- Début des Championnats du monde de ski alpin à Mürren (BE).

 Dimanche 24 février 
- Votations fédérales. Le peuple approuve, par 507 434 oui (54,2 %) contre 429 520 non (45,8 %), la modification de la loi fédérale sur l’organisation militaire.

### Mars
Samedi 2 mars 
- Ouverture officielle du nouveau studio de radio de La Sallaz, à Lausanne.

 Samedi 9 mars 
- Enlèvement à Bâle, par un agent de la Gestapo, de Berthold Jacob, réfugié juif allemand, pour être emmené en Allemagne. Ce kidnapping indigne l’opinion publique helvétique.

 Lundi 25 mars 
- Première course de la Flèche rouge, célèbre automotrice des Chemins de fer fédéraux suisses.

### Avril
Jeudi 4 avril 
- Élection de Hermann Obrecht (PRD) au Conseil fédéral.

### Mai
Jeudi 2 mai 
- Début à Genève du championnat d’Europe de basket-ball.
- General Motors Suisse, filiale du groupe automobile américain, s’installe à Bienne (BE).

 Dimanche 5 mai 
- Votations fédérales. Le peuple rejette, par 487 169 non (67,7 %) contre 232 954 oui (32,3 %), la loi fédérale réglant le transport de marchandises et d'animaux sur la voie au moyen de véhicules automobiles.

### Juin
Dimanche 2 juin 
- Votations fédérales. Le peuple rejette, par 567 425 non (57,2 %) contre 425 242 oui (42,8 %), l’Initiative populaire « pour combattre la crise économique et ses effets » proposé le 30 novembre 1934 par les syndicats de travailleurs, les socialistes et divers organismes économiques et sociaux[2]. Ce programme avait pour but déclaré de maintenir prix et salaires, de désendetter les artisans et paysans, pour un coût de 250 millions de francs suisses, une dévaluation de la monnaie et de nouveaux impôts. De plus l’initiative proposait se suspendre le droit de référendum pour cinq ans renouvelable. Le Journal de Genève écrivit : « Le peuple a rejeté un projet dangereux ».

 Dimanche 9 juin 
- Inauguration de l’aérodrome de Sion (VS).

 Lundi 10 juin 
- Décès à Lausanne, à l’âge de 64 ans, de Jules Gonin, professeur d’ophtalmologie.

 Samedi 15 juin 
- Dans l'idée d’assainir les finances de la Confédération, le Conseil fédéral décide d’augmenter les droits de douane sur la benzine et le sucre de 40 à 65 %.

 Jeudi 30 juin 
- En Valais, le Rhône déborde en aval de l'embouchure de la Morge, provoquant, pendant 47 jours, une inondation jusqu'à Riddes.

### Juillet
Dimanche 21 juillet 
- Partis de Martigny (VS) sur les traces d'Hannibal, l'Américain Richard Halliburton et son éléphant franchissent le col du Grand-Saint-Bernard.

 Mercredi 31 juillet 
- Mise en service du téléphérique du Säntis.

### Août
Jeudi 1er août 
- À l’occasion de la Fête nationale, première émission d’ensemble des émetteurs nationaux de radio Sottens, Beromünster et Monte Ceneri.

 Lundi 26 août 
- Décès à Mexico, à l’âge de 66 ans, du géologue et paléontologue Carl Emanuel Burckhardt.

 Jeudi 29 août 
- Décès à Küssnacht (SZ), dans un accident de voiture, d’Astrid, reine des Belges, âgée de 29 ans.

 Samedi 31 août 
- Le Français Gaspard Rinaldi remporte le Tour de Suisse cycliste.

### Septembre
Dimanche 8 septembre 
- Votations fédérales. Le peuple rejette, par 511 578 non (72,3 %) contre 196 135 oui (27,7 %), l’Initiative populaire « Révision totale de la constitution ».
- Hermann Schreiber réalise la première traversée des Alpes en planeur, entre le Jungfraujoch (BE) et Bellinzone (TI).

 Jeudi 26 septembre 
- Le Conseil fédéral édicte des prescriptions plus sévères concernant les associations d’étrangers en Suisse.

### Octobre
Mardi 8 octobre 
- Radio suisse internationale diffuse pour la première fois un programme mensuel d'une heure pour les Suisses établis en Amérique.

 Dimanche 27 octobre 
- Élections au Conseil national. Participant pour la première fois aux élections fédérales, l’Alliance des Indépendants décroche 7 des 187 sièges du parlement. Gottlieb Duttweiler (AdI) a été élu dans les trois cantons (Berne, Saint-Gall et Zurich) où il était candidat. Les paysans, artisans et bourgeois perdent 7 sièges et les radicaux 4 sièges.

### Novembre
Mercredi 13 novembre 
- Premier numéro de Die Tat, organe officiel de l’Alliance des Indépendants, mouvement politique fondé par la Migros.

 Samedi 30 novembre 
- Décès à Fidaz (GR), à l’âge de 38 ans, du romancier rhéto-romanche Gian Fontana.

### Décembre
Dimanche 14 décembre 
- Vernissage de l’exposition Gustave Courbet, au Kunstmuseum de Zurich.

 Dimanche 29 décembre 
- Décès à Porrentruy (JU), à l’âge de 58 ans, de Pierre Nicol, premier député socialiste jurassien au Grand Conseil bernois.